# Phytocoris ulmi
Espèce
Phytocoris ulmi est une espèce de petits insectes hémiptères de la famille des Miridae (punaises).
Long de 6 à 8 mm, de couleur brune, il est polyphage se nourrissant de fleurs, fruits ou de petits insectes.